# Vermileo vermileo
Vermileo vermileo är en tvåvingeart som först beskrevs av Carl von Linné 1758.  Vermileo vermileo ingår i släktet Vermileo och familjen Vermileonidae.
Artens utbredningsområde är Frankrike. Inga underarter finns listade i Catalogue of Life.